# Дятел сирійський
Дя́тел сирі́йський (Dendrocopos syriacus) — вид птахів родини дятлових. В Україні осілий, кочовий птах на всій території, крім гір. 

## Морфологічні ознаки
Величиною і забарвленням дуже подібний до великого строкатого дятла, від якого відрізняється за наступними ознаками: біле забарвлення щоки і шиї з'єднане (не поділене чорною смугою на дві половини), крайні рульові пера хвоста чорні з білими плямами.
Маса тіла близько 80 г, довжина тіла — 22—23 см, розмах крил 34—39 см. У дорослого самця тім'я, смуги ззаду і по боках шиї, спина, покривні пера верху крил, поперек і надхвістя чорні; лоб, горло, покривні пера вух, плями по боках шиї, шия спереду та плечові пера білі, з вохристим відтінком; на потилиці червона пляма; низ тулуба білий, з вохристим відтінком, задня частина черева і підхвістя червоні; махові пера чорні, з білими плямами, які на розгорнутих крилах утворюють смуги; хвіст чорний, цупкий, загострений, крайні стернові пера білі, з чорними поперечними смугами; дзьоб і ноги темно-сірі; райдужна оболонка ока коричнева. Доросла самка подібна до дорослого самця, має чорну потилицю. У молодого птаха, який у цілому подібний до дорослих, на голові червона «шапочка»; на білих плечових перах темна смугастість.

## Поширення та чисельність
Область гніздування сирійського дятла станом на початок ХХ ст. безперервно розширювалася. Первісно вид заселяв крайній захід Передньої Азії, Малу Азію на північ до Чорного моря, Західне Закавказзя. На південь доходив до середземноморського узбережжя Малої Азії, Йорданії, північного Ізраїлю, північного Іраку. З 1890-х рр. почалося розселення сирійського дятла у південно-східній Європі в північному, північно-західному та північно-східному напрямках. Заселення території України сирійським дятлом відбувалося із заходу на схід. Уперше в Україні вид був зареєстрований у 1948 р. в Закарпатті. До кінця 1960-хрр. заселив Житомирську, Рівненську та Хмельницьку області. У 1967 р. вперше відмічений у лівобережному лісостепу, в 1983 р. — у Черкаській області. Станом на початок ХХ ст. це осілий кочовий птах на всій території України, крім гір.
Чисельність в Європі збільшувалася протягом 1970−1990-х рр. Популяція в Європі оцінена в 530 тис. — 1,1 млн пар, в Україні — 25—45 тис. пар.

## Гніздування

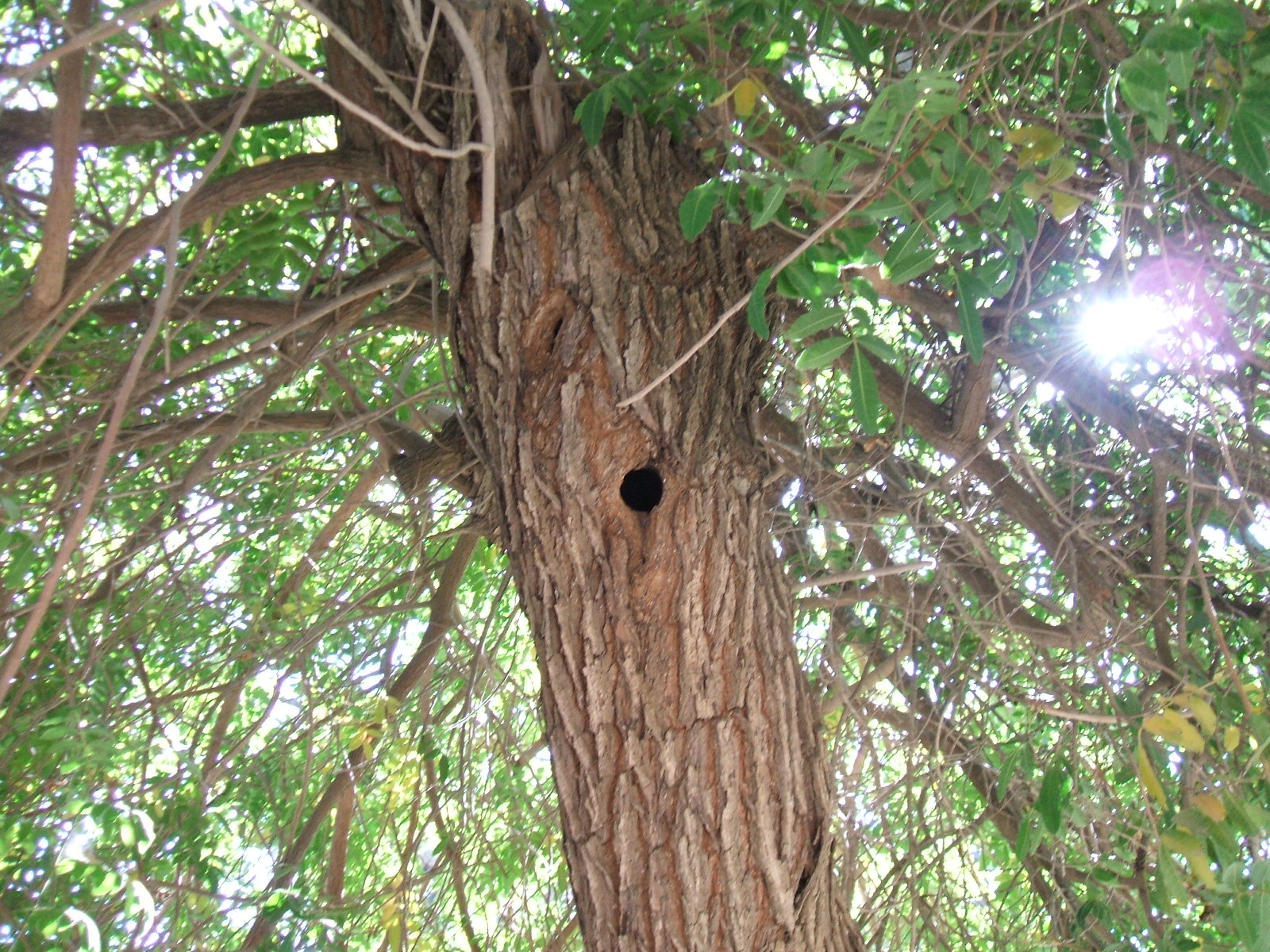
Дупло сирійського дятла

Сирійський дятел оселяється в острівних листяних лісах, садах, кладовищах і населених пунктах. Близькості людини не уникає і дуже часто гніздиться поряд з її житлом.
Гніздиться він у дуплах, які видовбує переважно в листяних деревах на невеликій висоті — 1—6 м. Може гніздитись в телеграфних стовпах, різних щоглах, опорах. Зазвичай відкладають 4—7, частіше 5 яєць. Яйця чисто-білі, блискучі. Строки відкладання яєць в Середній Європі припадають на першу половину травня. У насиджуванні беруть участь обоє батьків, починається воно після відкладання останнього яйця та триває 12-13 діб. Вигодовують пташенят обоє батьків. Приблизно у віці 3-х тижнів пташенята стають на крило і залишають дупла. Протягом року один виводок.

## Живлення
Живлення дорослих птахів одноманітне в межах усього ареалу. Характерною є висока рослиноїдність виду: він регулярно споживає жолуді, волоські горіхи, ядра кісточок абрикос, сливи, терну, ліщини, насіння шовковиці. Вживає також тваринні корми — жуків, короїдів, гусінь, мурашок тощо. Пташенят дятли вигодовують як тваринними, так і рослинними кормами. 

## Фото

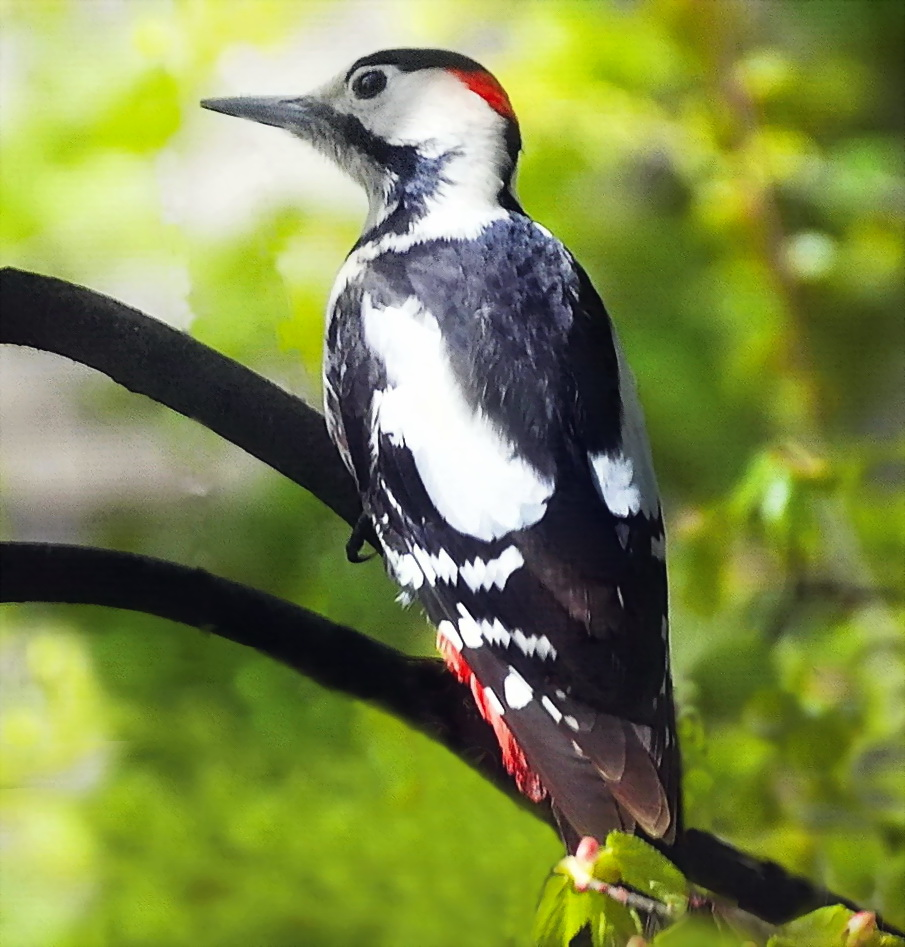
Дя́тел сирі́йський (Dendrocopos syriacus)
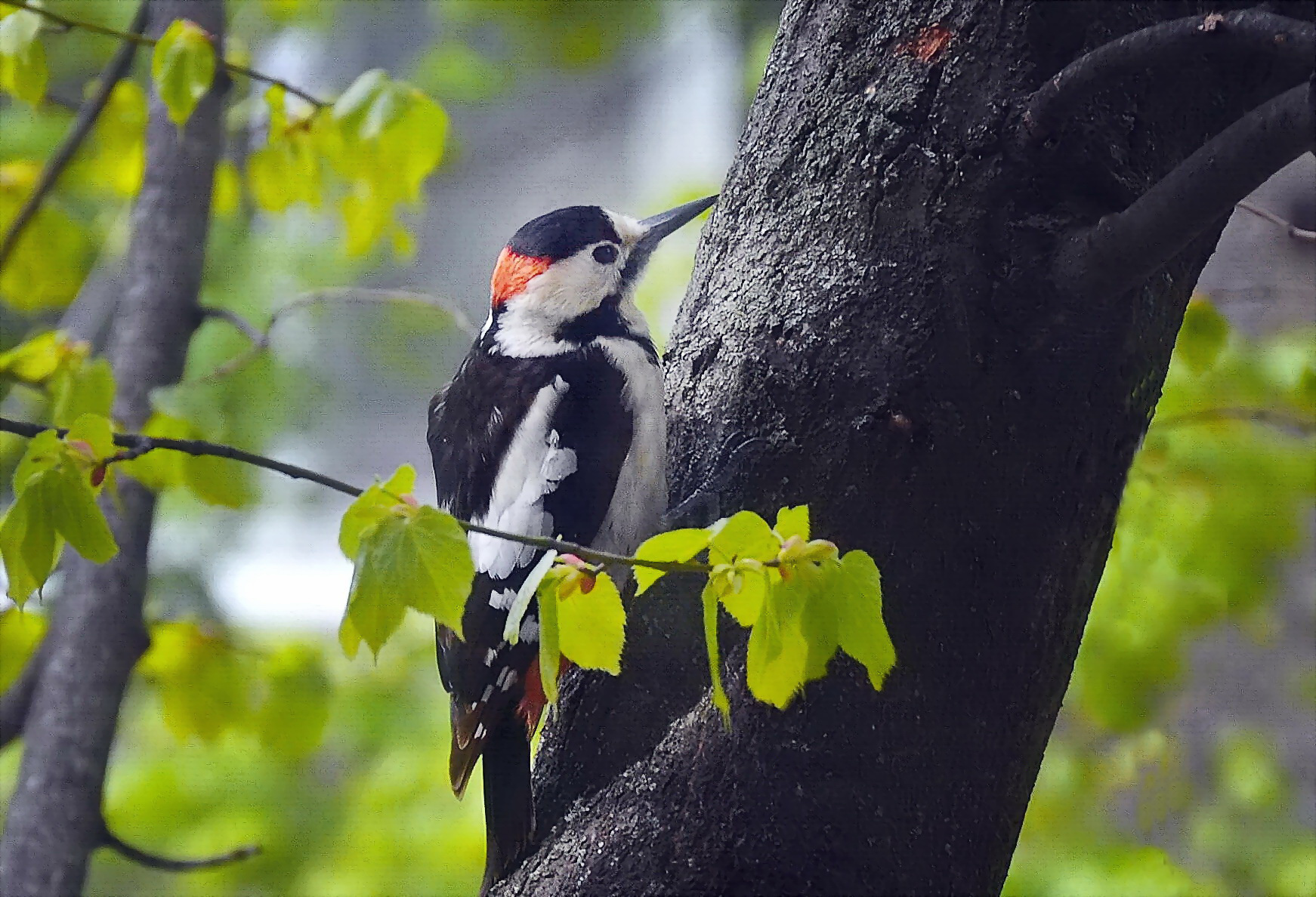
Заботи  в квітневі дні
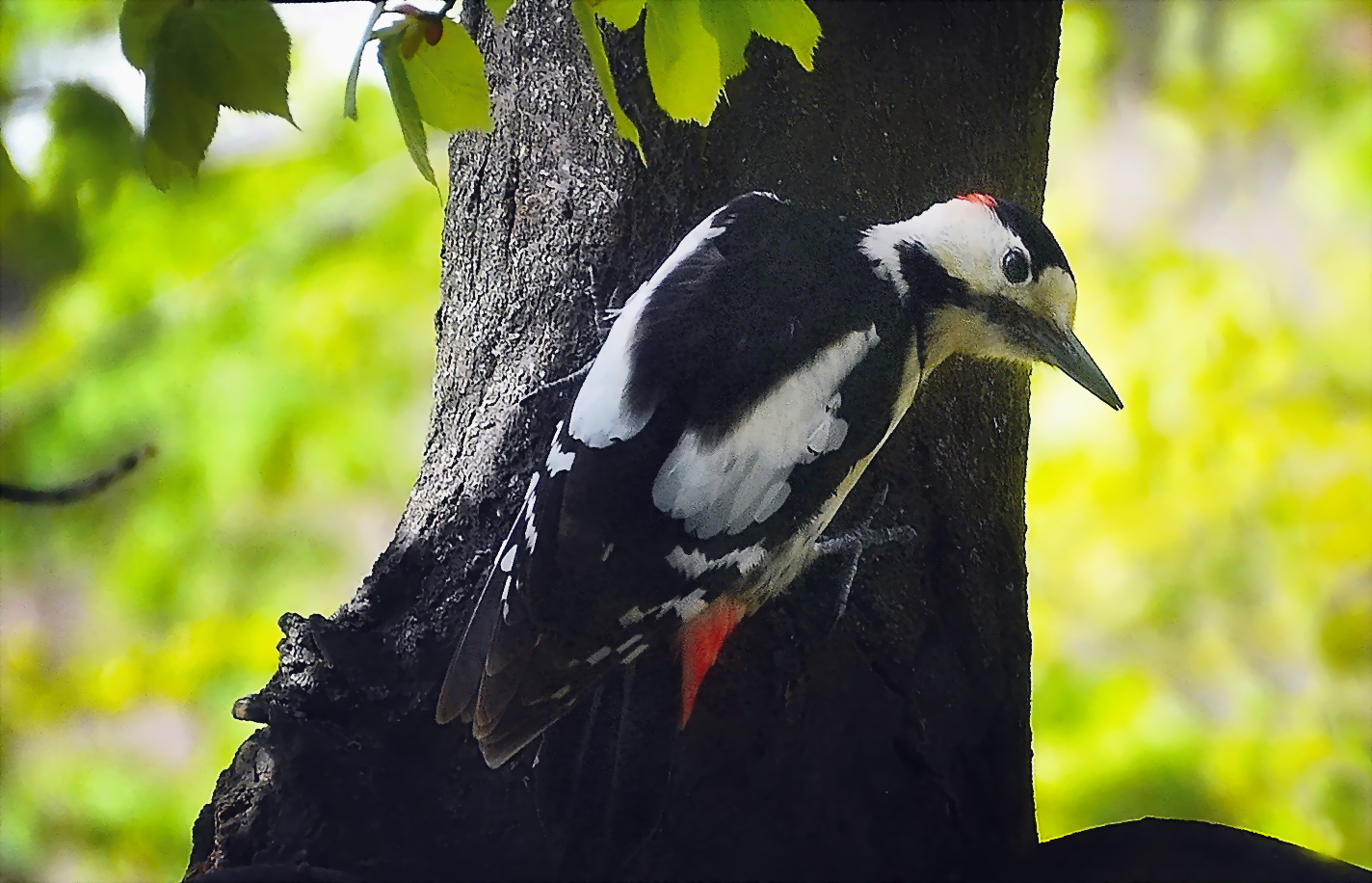
Дя́тел обстежує дерево
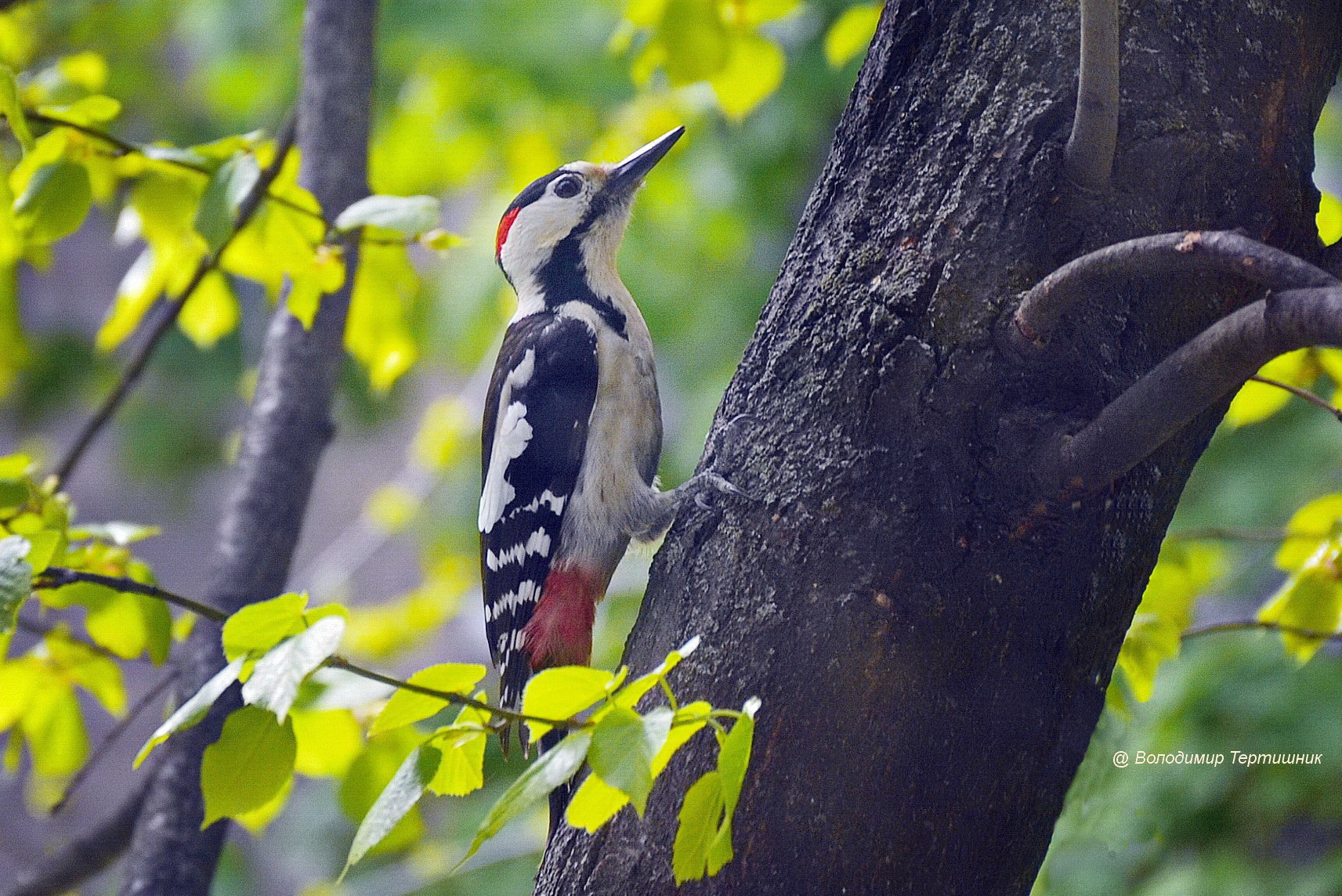
Дя́тел сирійський в квітні